# 아리아누스쥐
아리아누스쥐 또는 아리아누스뉴기니산악쥐(Rattus omichlodes)는 시궁쥐속에 속하는 설치류의 일종이다. 인도네시아 파푸아 주의 토착종이다.

## 특징
꼬리 길이 95.8~101mm를 제외한 몸길이가 128~139mm인 작은 설치류로 발 길이는 28.2~28.8mm, 귀 길이는 19~20.7mm이고 몸무게는 최대 78g이다. 몸이 통통하고 털은 보통 회색빛 갈색이다.

## 어원
통용명은 팀 플래러니(Tim Flannery)의 카르스턴즈산(Mt. Carstenz) 탐험 동안에 기아로 죽은 어린 13세의 아리아누스 무립에게 바쳐진 이름이다.

## 생태
땅 위에서 주로 생활하는 육상성 동물이다.

## 분포 및 서식지
중앙뉴기니산맥 서부의 두 곳에서만 포획되었다. 해발 2,950m와 3,950m 사이의 고산 덤불과 얕은 습지, 습윤 고산 히스숲에서 서식한다.